# Thalassina
Famille
Genre

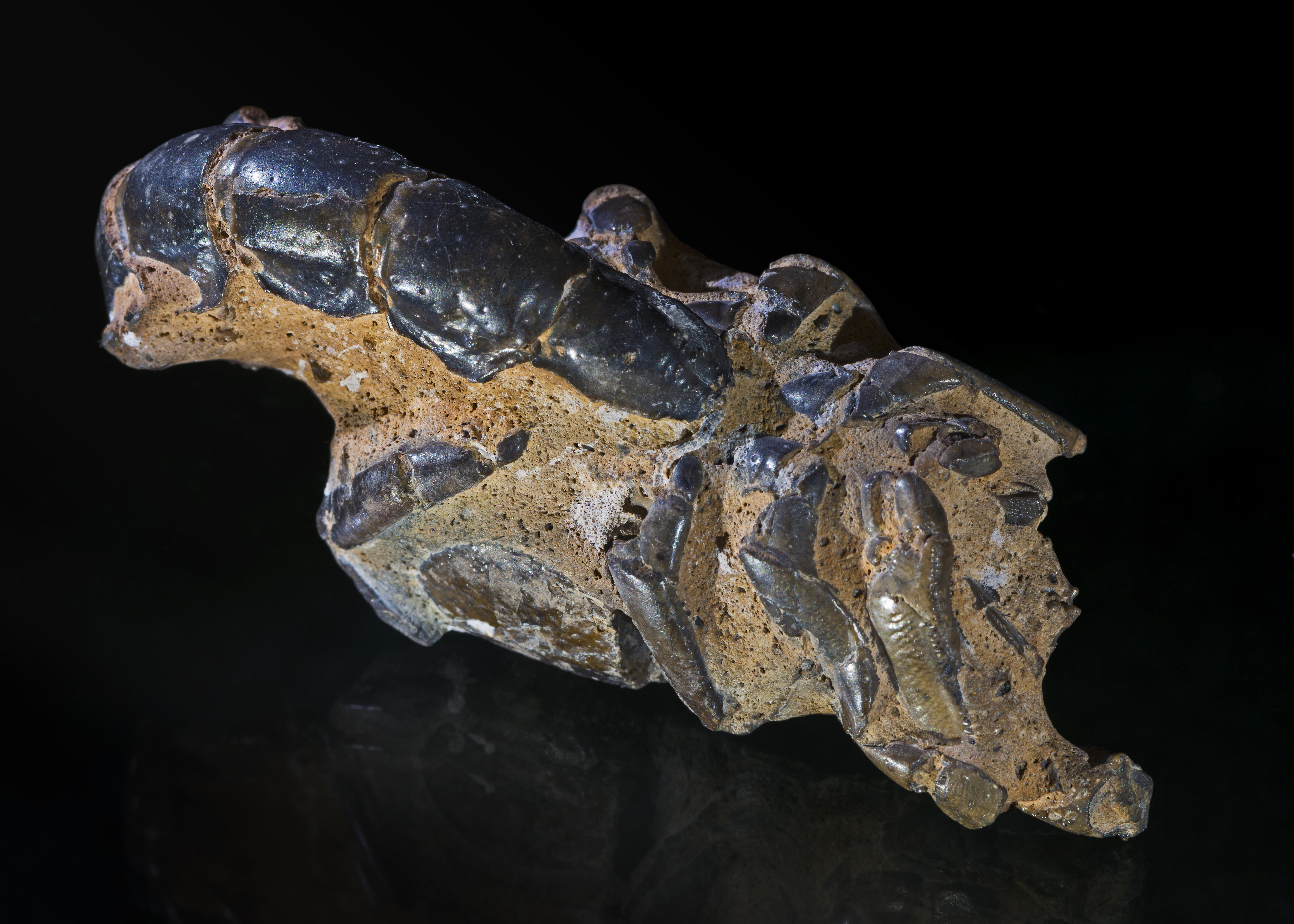
Forme Fossile - Australie

Thalassina est un genre de crustacés décapodes, le seul de la famille des Thalassinidae.

## Liste des espèces
Selon World Register of Marine Species (31 décembre 2018) :
- Thalassina anomala Herbst, 1804
- Thalassina australiensis Sakai & Türkay, 2012
- Thalassina emerii Bell, 1844 †
- Thalassina gracilis Dana, 1852
- Thalassina kelanang Moh & Chong, 2009
- Thalassina krempfi Ngoc-Ho & de Saint Laurent, 2009
- Thalassina pratas Lin, Komai & Chan, 2016
- Thalassina saetichelis Sakai & Türkay, 2012
- Thalassina spinirostris Ngoc-Ho & de Saint Laurent, 2009
- Thalassina spinosa Ngoc-Ho & de Saint Laurent, 2009
- Thalassina squamifera de Man, 1915
- Thalassina talpa White, 1847